# Nunatak Norte
Nunatak Norte är en nunatak i Antarktis. Den ligger i Östantarktis. Argentina och Storbritannien gör anspråk på området.
Terrängen runt Nunatak Norte är varierad. Trakten är obefolkad. Det finns inga samhällen i närheten.